# Liste des mainteneurs de l'Académie des Jeux floraux
Cette liste des mainteneurs de l'Académie des Jeux floraux de Toulouse recense tous les membres de l'Académie depuis sa nouvelle constitution en 1694.
Les mainteneurs sont « appelés ainsi parce qu'ils maintenaient autrefois et défendaient les règles de la poésie dans les disputes ». Ils se répartissent à l'origine en trente-six fauteuils, dont le nombre est porté à quarante en 1725. Les statuts de l'Académie stipulent que sont choisis parmi eux : « un Modérateur ou président ; un Sous-modérateur ou vice-président ; deux Censeurs, un Dispensateur ; le Secrétaire perpétuel et le Secrétaire particulier des assemblées ordinaires ». Les secrétaires perpétuels sont désignés ici par les initiales « s.p. ».

## Liste des mainteneurs de l'Académie

### Mainteneurs de l'Académie depuis 1950
| Fauteuil No | Date d'arrivée | Mainteneur                       | Date de naissance | Date de décès | Note                                      |
| ----------- | -------------- | -------------------------------- | ----------------- | ------------- | ----------------------------------------- |
| 1           | 1973           | Michel Léon-Dufour               | 1909              | 1998          | -                                         |
| 1           | 2002           | Jacques Arlet                    | 1920              | 2022          | -                                         |
| 2           | 1958           | Gabriel-Marie Garrone            | 1901              | 1994          | -                                         |
| 2           | 2000           | André Dupleix                    | 1944              | -             | -                                         |
| 3           | 1964           | André Lebois                     | 1915              | 1978          | -                                         |
| 3           | 1979           | Paul Chabrol                     | 1906              | 2001          | -                                         |
| 3           | 2003           | Paul Féron                       | 1925              | 2017          | -                                         |
| 3           | 2019           | Pascal Mailhos                   | 1958              | -             | -                                         |
| 4           | 1975           | Roger Merle                      | 1922              | 2008          | s.p. 2002                                 |
| 4           | 2010           | René de Laportalière             | 1939              | -             | -                                         |
| 5           | 1986           | Pierre-Ceslas Courtès            | 1914              | 1999          | -                                         |
| 5           | 2001           | Georges Mailhos                  | 1932              | 2016          | s.p. 2009                                 |
| 5           | 2017           | Jean Tirole                      | 1953              | -             | -                                         |
| 6           | 1965           | José Cabanis                     | 1922              | 2000          | -                                         |
| 6           | 2003           | Dominique Baudis                 | 1947              | 2014          | -                                         |
| 6           | 2016           | Guillaume Delvolvé               | 1944              | -             | -                                         |
| 7           | 1960           | Philippe Wolff                   | 1913              | 2001          | -                                         |
| 7           | 2005           | André Gouzes                     | 1943              | 2024          | -                                         |
| 8           | 1981           | Jacques Raphaël-Leygues          | 1913              | 1994          | -                                         |
| 8           | 2000           | Antoine de Lévis-Mirepoix        | 1942              | -             | -                                         |
| 9           | 1990           | Francis Lescure                  | 1927              | 2017          | -                                         |
| 9           | 2020           | Marie-Anne Sire                  | 1959              | -             | -                                         |
| 10          | 1958           | Henri Gaussen                    | 1891              | 1981          | -                                         |
| 10          | 1983           | Pierre Trainar                   | -                 | -             | -                                         |
| 10          | 2015           | Jean-Louis Arné                  | -                 | -             | -                                         |
| 11          | 1956           | Odon de Lingua de Saint-Blanquat | 1914              | 2010          | -                                         |
| 11          | 2013           | Charles-Henri d'Aragon           | -                 | -             | -                                         |
| 12          | 1813           | Fauteuil réservé au maire        | -                 | -             | [de la ville de Toulouse (liste)]         |
| 13          | 1955           | Jean Sermet                      | 1907              | 2003          | s.p. 1984                                 |
| 13          | 2005           | Lise Enjalbert                   | 1916              | 2015          | -                                         |
| 13          | 2016           | Christian Saint-Paul             | -                 | -             | -                                         |
| 14          | 1969           | André Loyen                      | 1901              | 1974          | -                                         |
| 14          | 1976           | Guy Lazorthes                    | 1910              | 2014          | -                                         |
| 14          | 2016           | Christian Desmoulin              | -                 | -             | -                                         |
| 15          | 1969           | Jean Guyot                       | 1905              | 1988          | -                                         |
| 15          | 1989           | Jean Duvernoy                    | 1917              | 2010          | -                                         |
| 15          | 2015           | Jean-Claude Meyer (Abbé)         | -                 | -             | -                                         |
| 16          | 1963           | Comte de Chalus                  | -                 | -             | -                                         |
| 16          | 1999           | René Amiel                       | -                 | -             | -                                         |
| 16          | 2011           | André Cabanis                    | 1947              | -             | -                                         |
| 17          | 1967           | Xavier Ducros                    | -                 | -             | -                                         |
| 17          | 1983           | Jean-Pierre Lassalle             | 1937              | -             | -                                         |
| 18          | 1951           | Albert Vandel                    | 1894              | 1980          | -                                         |
| 18          | 1982           | Jean Dausset                     | 1916              | 2009          | -                                         |
| 18          | 2011           | Michel Roquebert                 | 1928              | 2020          | -                                         |
| 18          | 2022           | Bertrand de Viviés               | -                 | -             | -                                         |
| 19          | 1950           | Jean Girou                       | -                 | -             | -                                         |
| 19          | 1973           | Paul Ourliac                     | 1911              | 1998          | -                                         |
| 19          | 2001           | Germain Sicard                   | 1928              | 2016          | -                                         |
| 19          | 2018           | Marie-Pierre Rey                 | 1961              | -             | -                                         |
| 20          | 1961           | Maurice Duby                     | -                 | -             | -                                         |
| 20          | 1994           | Jean-Claude André                | 1946              | -             | -                                         |
| 21          | 1978           | Pierre Lautecaze                 | -                 | -             | -                                         |
| 21          | 1984           | Albert Viala                     | -                 | -             | -                                         |
| 21          | 2006           | Michèle Pradalier-Schlumberger   | -                 | -             | -                                         |
| 22          | 1983           | Jean Nayral de Puybusque         | -                 | -             | s.p. 2004                                 |
| 23          | 1813           | Fauteuil réservé au préfet       | -                 | -             | [de la Haute-Garonne et de Midi-Pyrénées] |
| 24          | 1952           | Jean Séguy                       | -                 | -             | -                                         |
| 24          | 1974           | Robert de Boisséson              | -                 | -             | -                                         |
| 24          | 1998           | Bartolomé Bennassar              | 1924              | 2018          | -                                         |
| 24          | 2022           | Béatrice Bouffil                 | -                 | -             | -                                         |
| 25          | 1958           | André Chamson                    | 1900              | 1983          | -                                         |
| 25          | 1986           | Bernard Calley                   | 1925              | 1992          | -                                         |
| 25          | 1996           | Henri Crouzel                    | 1918              | 2004          | -                                         |
| 25          | 2005           | Jean Salvan                      | 1932              | -             | -                                         |
| 26          | 1953           | D'Audibert de Lussan             | -                 | -             | -                                         |
| 26          | 1977           | Yves Barthez                     | -                 | -             | -                                         |
| 26          | 1996           | Michel Despax                    | 1930              | 1997          | -                                         |
| 26          | 2001           | Jean de Viguerie                 | 1935              | 2019          | -                                         |
| 26          | 2022           | Bertrand Desarnauts              | -                 | -             | -                                         |
| 27          | 1975           | André Turcat                     | 1921              | 2016          | -                                         |
| 27          | 2016           | Jean Devèze                      | -                 | -             | -                                         |
| 28          | 1954           | Gaston Calbairac                 | -                 | -             | -                                         |
| 28          | 1994           | Alain d'Antin de Vaillac         | -                 | -             | -                                         |
| 29          | 1951           | Charles d'Adhémar de Cransac     | -                 | -             | -                                         |
| 29          | 1980           | Dominique Quentin-Mauroy         | -                 | -             | -                                         |
| 29          | 2019           | Gérard Zuchetto                  | 1951              | -             | -                                         |
| 30          | 1967           | Émile Pelletier                  | 1898              | 1975          | -                                         |
| 30          | 1977           | René de La Croix de Castries     | 1908              | 1986          | -                                         |
| 30          | 1989           | André Bès                        | -                 | 2016          | -                                         |
| 30          | 2019           | Jean Desazars de Montgailhard    | -                 | -             | -                                         |
| 31          | 1978           | Joseph Monestier                 | 19??              | 2003          | -                                         |
| 31          | 2005           | Henri de Coignac                 | -                 | -             | -                                         |
| 32          | 1986           | Claude Delpoux                   | 19??              | 2000          | -                                         |
| 32          | 2004           | Jean-Claude Maestre              | 1932              | 2024          | -                                         |
| 33          | 1954           | Jean Fontanié                    | -                 | -             | -                                         |
| 33          | 1963           | Gabriel Marty                    | 1905              | 1973          | -                                         |
| 33          | 1976           | Arnaud d'Antin de Vaillac        | -                 | -             | -                                         |
| 33          | 2002           | Georges Passerat                 | 1949              | -             | -                                         |
| 34          | 1964           | Édouard Estienny                 | -                 | -             | -                                         |
| 34          | 1984           | Jean Gaston                      | -                 | -             | -                                         |
| 34          | 1984           | Henri Blaquière                  | -                 | -             | -                                         |
| 34          | 2009           | Philippe Dazet-Brun              | -                 | -             | s.p. 2016                                 |
| 35          | 1985           | Aimé-Georges Martimort           | 1911              | 2000          | -                                         |
| 35          | 2004           | Guillaume de Toulouse-Lautrec    | -                 | -             | -                                         |
| 36          | 1989           | Jacques Ruffié                   | 1921              | 2004          | -                                         |
| 36          | 2007           | Xavier Patier                    | 1958              | -             | -                                         |
| 37          | 1958           | Maurice Caillet                  | 1910              | 2008          | -                                         |
| 37          | 2009           | Philippe Carbonne                | -                 | -             | -                                         |
| 38          | 1973           | Jacques Allières                 | 1929              | 2000          | -                                         |
| 38          | 2003           | Pierre Bouyssou                  | 1934              | -             | -                                         |
| 39          | 1954           | Jean-François d'Estalenx         | 1886              | 1971          | -                                         |
| 39          | 1972           | Gaston Dupouy                    | 1900              | 1985          | -                                         |
| 39          | 1987           | Jean de Galard-Terraube          | 1930              | 2024          | -                                         |
| 39          | 2024           | Vacant                           | -                 | -             | -                                         |
| 40          | 1978           | Jacques Douyau                   | -                 | -             | -                                         |
| 40          | 2009           | Jean-Pierre Pech                 | -                 | -             | -                                         |